# Villadia dyvrandae
Villadia dyvrandae là một loài thực vật có hoa trong họ Crassulaceae. Loài này được (Hamet) Baehni & J.F. Macbr. miêu tả khoa học đầu tiên năm 1937.